# Cryptonevra
Cryptonevra is een vliegengeslacht uit de familie van de halmvliegen (Chloropidae).

## Soorten
- C. consimilis (Collin, 1932)
- C. diadema (Meigen, 1830)
- C. flavitarsis (Meigen, 1830)
- C. nigritarsis (Duda, 1933)
- C. truncaticornis (Frey, 1945)